# Manjo
Manjo – miasto w Kamerunie, w Regionie Nadmorskim. Liczy około 38,8 tys. mieszkańców.